# 北方領土問題等の解決の促進のための特別措置に関する法律
北方領土問題等の解決の促進のための特別措置に関する法律（ほっぽうりょうどもんだいとうのかいけつのそくしんのためのとくべつそちにかんするほうりつ、昭和57年8月31日法律第85号）は、北方領土問題への基本方針に関する日本の法律である。
成立は1982年。目的は、北方領土問題についての国民世論の啓発等を通じた、北方領土の早期返還実現・ロシアとの平和条約締結・日露の友好関係発展にある (1条) 。
主務大臣は、交流等事業の実施に関する事項については内閣総理大臣および外務大臣、北方領土隣接地域の振興および住民の生活の安定に関する事項については国土交通大臣、その他の事項については内閣総理大臣である (12条) 。
2009年7月の改正で、北方領土を「我が国固有の領土」と明記する。